# Śatapathabrahmana
Śatapathabrahmana (dewanagari शतपथ ब्राह्मण, trl. Śatapathabrāhmana) – brahmana nawiązująca naukami do treści Jadźurwedy datowana na około 600 rok p.n.e.

## Struktura
Zawiera 20 rozdziałów odwzorowujących tematycznie pierwsze rozdziały Wadźasanejisanhity.

## Zawartość
- podstawowe elementy rytuału wedyjskiego
- ofiary czasu nowiu i pełni
- ofiary pór roku
- ofiary somy
- zasady przygotowania ofiar ogniowych
- cytaty nauk ryszich o imionach Jadźńawalkija i Śandilija
- Pradźapati jako bóg stwórca (wszechrzeczy i istot) oraz reprezentant Puruszy w wielkiej pierwotnej ofierze kreacji
- legenda o starcu Ćjawanie pragnącym poślubić młodziutką Sukanji
- legenda o młodzieńcu Śunahaśepie składanym Warunie w ofierze, którego oswobodziła Uszas